# Peer Åström
Peer Åström, född 1972 i Ljusdal, är en svensk låtskrivare, musiker och producent som tillsammans med Anders Bagge under namnet Bagge & Peer har skrivit och producerat låtar åt flera framgångsrika artister, som Celine Dion och Madonna, samt producerat låtar till TV-serien Glee.
Åström spelar bas, klaviatur och trummor.
Åström är en av grundarna till företaget Epidemic Sound.
Han är gift med Sofia Källgren och har två barn.

## Urval av låtar
- Celine Dion - "Have You Ever Been in Love"
- Celine Dion - "Sorry for Love"
- Celine Dion - "I Drove All Night" (producent)
- Celine Dion - "Fade Away"
- Madonna - "Get Together"